# 利奧波德三世 (利珀)
利奧波德三世（德語：Leopold III.，1821年9月1日—1875年12月8日），利珀親王，1851年至1875年在位。
利奧波德三世在位期間，利珀的路德教徒、喀爾文教徒以及天主教徒獲得平等地位。1857至1859年間，約翰尼斯·布拉姆斯是利奧波德妹妹弗蕾德里克公主的音樂導師。
普奧戰爭期間利珀支持普魯士一方，戰後加入北日耳曼邦聯。位於條頓堡林山的赫爾曼紀念碑於1875年完工，由德皇威廉一世主持開幕典禮。